# Серу
Серу (фр. Cérou) је река у Француској. Дуга је 87 km. Улива се у Aveyron (Tarn). 